# 織田信勝
織田 信勝（おだ のぶかつ）は、江戸時代前期の大名。丹波国柏原藩の第3代藩主。官位は従五位下下総介。信包系織田家3代。

## 生涯
第2代藩主・織田信則の長男として誕生した。幼名は辰之助。
寛永7年（1630年）、父・信則の死去により家督を相続した。寛永13年（1636年）1月8日、江戸城石普請を命じられた。寛永16年（1640年）12月晦日、従五位下・上総介に叙任する。寛永17年（1640年）9月24日、高槻城の守備を命じられる。藩政では佐治川の治水工事や新田開発を行い、丹波柏原藩の基礎を固めた。
慶安3年（1650年）5月17日、28歳で死去した。墓所は恵照山成徳寺（兵庫県丹波市柏原）。成徳寺には「織田信勝像」が伝わる。また、母親により織田神社（丹波市柏原）に祭神「織田権現」として祀られ、命日の5月17日には毎年例祭が行なわれている。
3女のみで男子がなかったため、丹波柏原藩は改易されて公儀御料となった。一説に、死去時に側室が懐妊しており、名門織田家の廃絶を惜しんで男子出生の場合は家督相続が認められるはずだったが、生まれたのは女子だったので改易になったという。そのため叔父の信当が3000石で旗本に取り立てられ、家名存続は認められた。

## 系譜
子女は3女。
- 父：織田信則（1599-1630）
- 母：岡部長盛の娘
- 正室：松平忠重の娘
- 生母不明の子女
  - 長女：覚応院 - 松平忠倶の養女、水野重上正室
  - 次女：
  - 三女：松平忠倶の養女 - 喜連川昭氏正室